# 34 Dywizjon Rakietowy Obrony Powietrznej

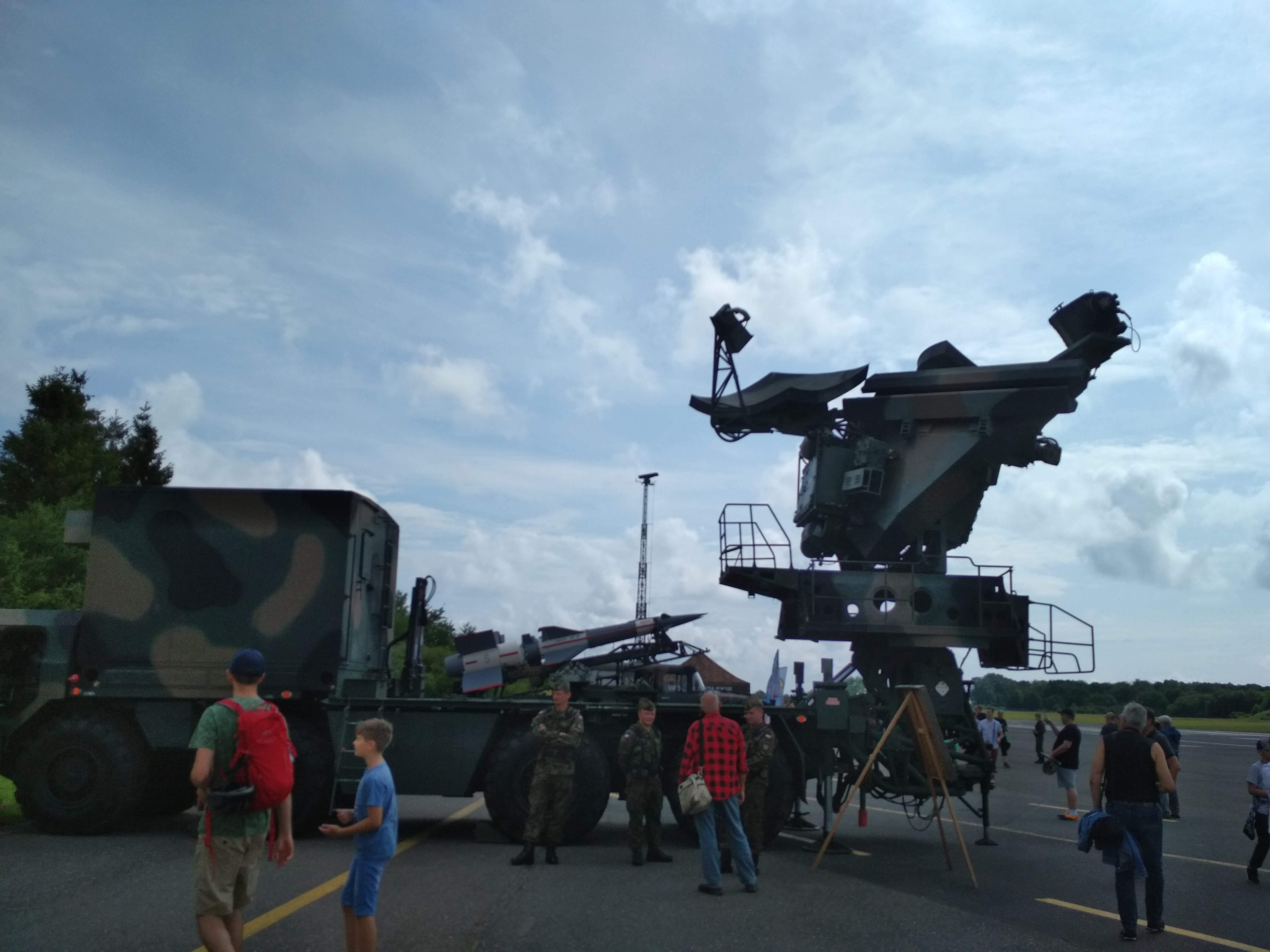
Stacja radiolokacyjna SNR 125 SC zestawu Newa-SC, osadzona na podwoziu ciężarówki MAZ 543

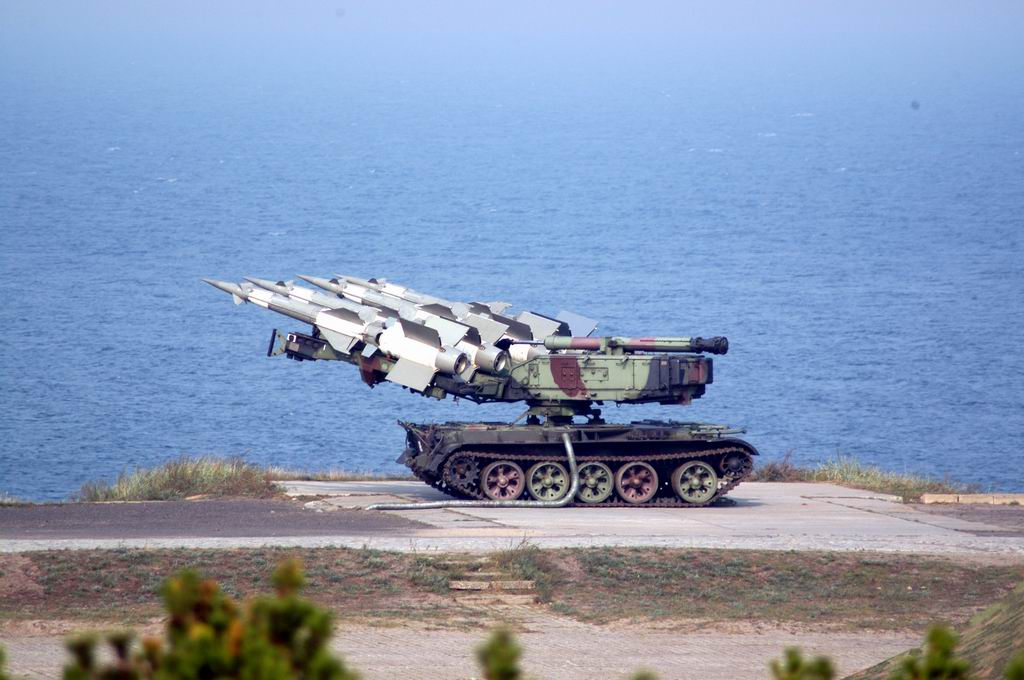
S-125 Newa SC

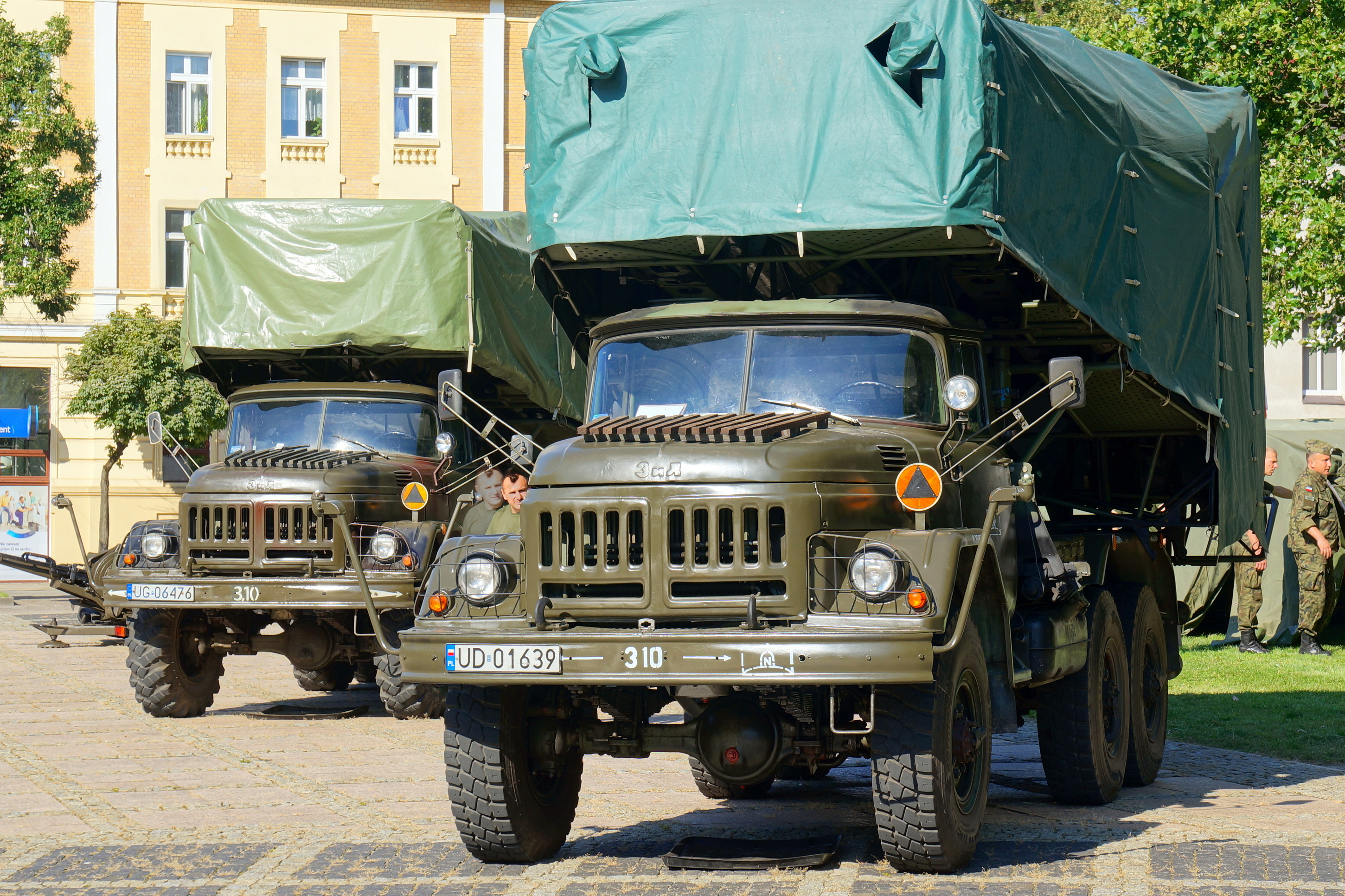
STZ PR-14 SC

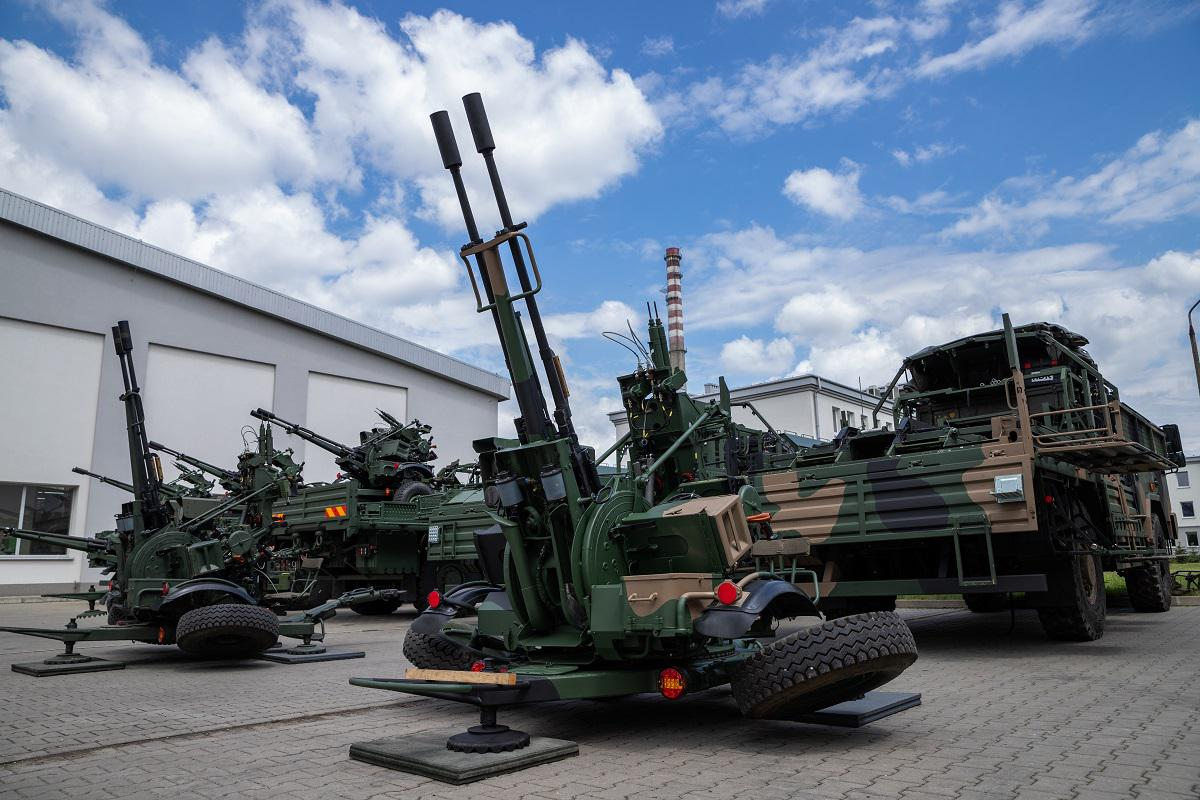
PSR-A Pilica

34 Śląski dywizjon rakietowy Obrony Powietrznej im. gen. bryg. Jana Andrzeja Jagmin-Sadowskiego (JW 3946)  – pododdział Wojsk Obrony Przeciwlotniczej Sił Powietrznych stacjonujący w garnizonie Bytom, podporządkowany 3 Warszawskiej Brygadzie Rakietowej Obrony Powietrznej.

## Historia i powstanie
34 dywizjon rakietowy Obrony Powietrznej powołany został do życia na podstawie rozkazu Dowódcy SP nr PF 211 z dnia 8 września 2010 w sprawie zmian organizacyjnych w Siłach Powietrznych. Na bazie środków rozformowanego 75 dywizjonu rakietowego Obrony Powietrznej powołano 34 dywizjon rakietowy Obrony Powietrznej.

## Tradycje dywizjonu
Na podstawie Decyzji Nr 281/MON Ministra Obrony Narodowej z dnia 25 lipca 2011 roku, w sprawie przejęcia dziedzictwa tradycji i sztandaru 1 Śląskiej Brygady Rakietowej Obrony Powietrznej oraz ustanowienia dorocznego Święta 34 dywizjonu rakietowego Obrony Powietrznej, dywizjon przejął tradycje następujących jednostek:
- 15 dywizjon artylerii przeciwlotniczej (1938-1939)
- 1 Dywizja Artylerii Przeciwlotniczej (1944-1945)
- 13 Dywizja Artylerii Przeciwlotniczej (1952-1962)
- 13 Dywizja Artylerii OPK im. Powstańców Śląskich (1962-1967)
- 1 Dywizja Artylerii OPK im. Powstańców Śląskich (1967-1988)
- 1 Brygada Rakietowa OPK im. Powstańców Śląskich (1988-1990)
- 1 Śląska Brygada Rakietowa Obrony Powietrznej (1990-2011)

oraz przejmuje sztandar rozformowanej 1 Śląskiej Brygady Rakietowej Obrony Powietrznej.
Równocześnie dzień 16 października ustanowiony został dorocznym Świętem 34 Śląskiego dywizjonu rakietowego Obrony Powietrznej.
Decyzją Nr 408/MON Ministra Obrony Narodowej z dnia 3 listopada 2011 wprowadzono odznakę pamiątkową oraz oznakę rozpoznawczą 34 dywizjonu rakietowego Obrony Powietrznej.
Decyzją Nr 460/MON Ministra Obrony Narodowej z dnia 8 grudnia 2011, 34 dywizjonowi rakietowemu Obrony Powietrznej nadano wyróżniającą nazwę "Śląski".
Minister Obrony Narodowej decyzją Nr 100/MON z dnia 18 lipca 2025 nadał dywizjonowi imię gen. bryg. Jana Andrzeja Jagmin-Sadowskiego.

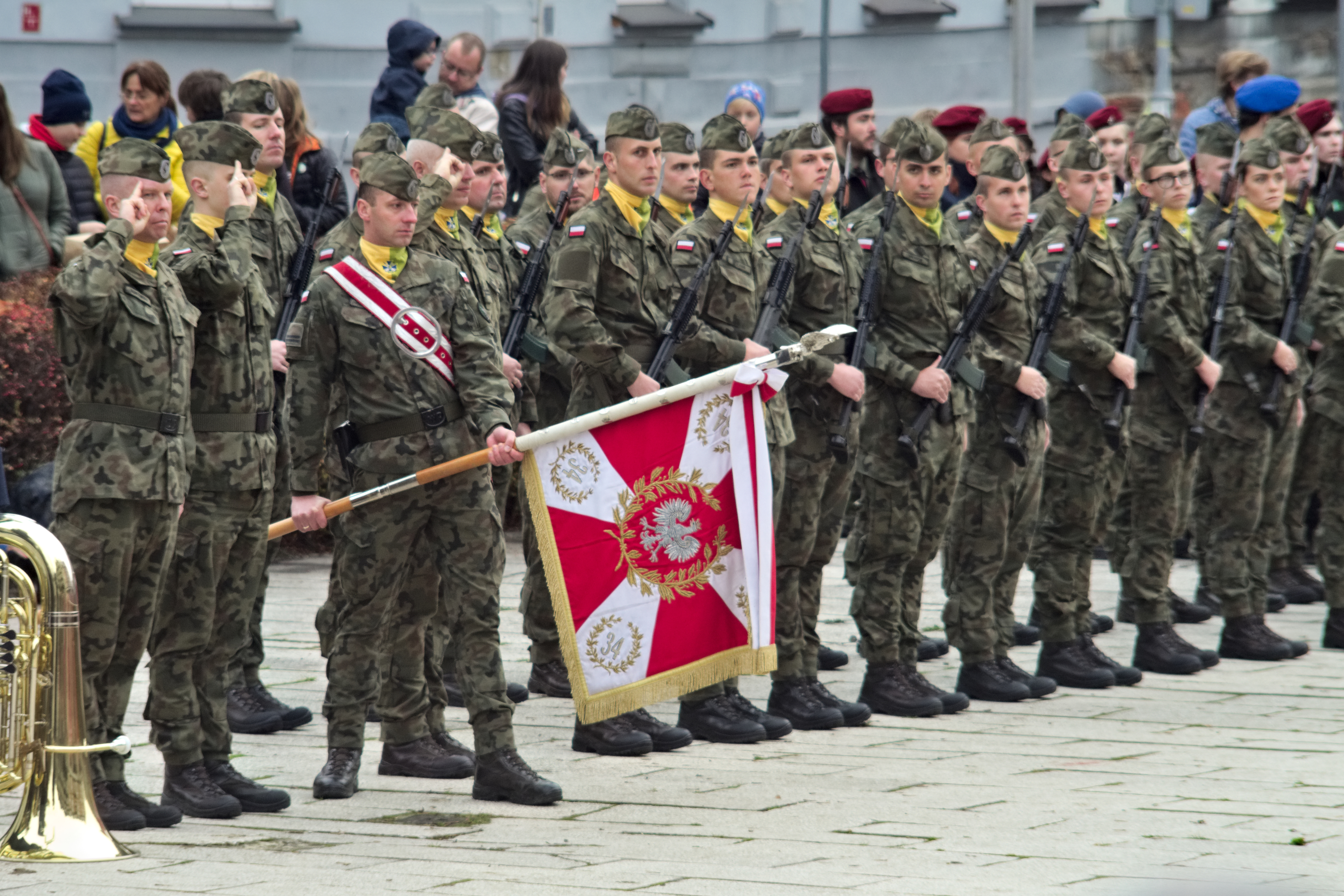
Jednostka podczas Święta Niepodległości w Bytomiu (2022)
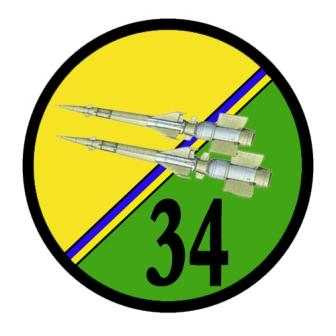
Oznaka rozpoznawcza pododdziału
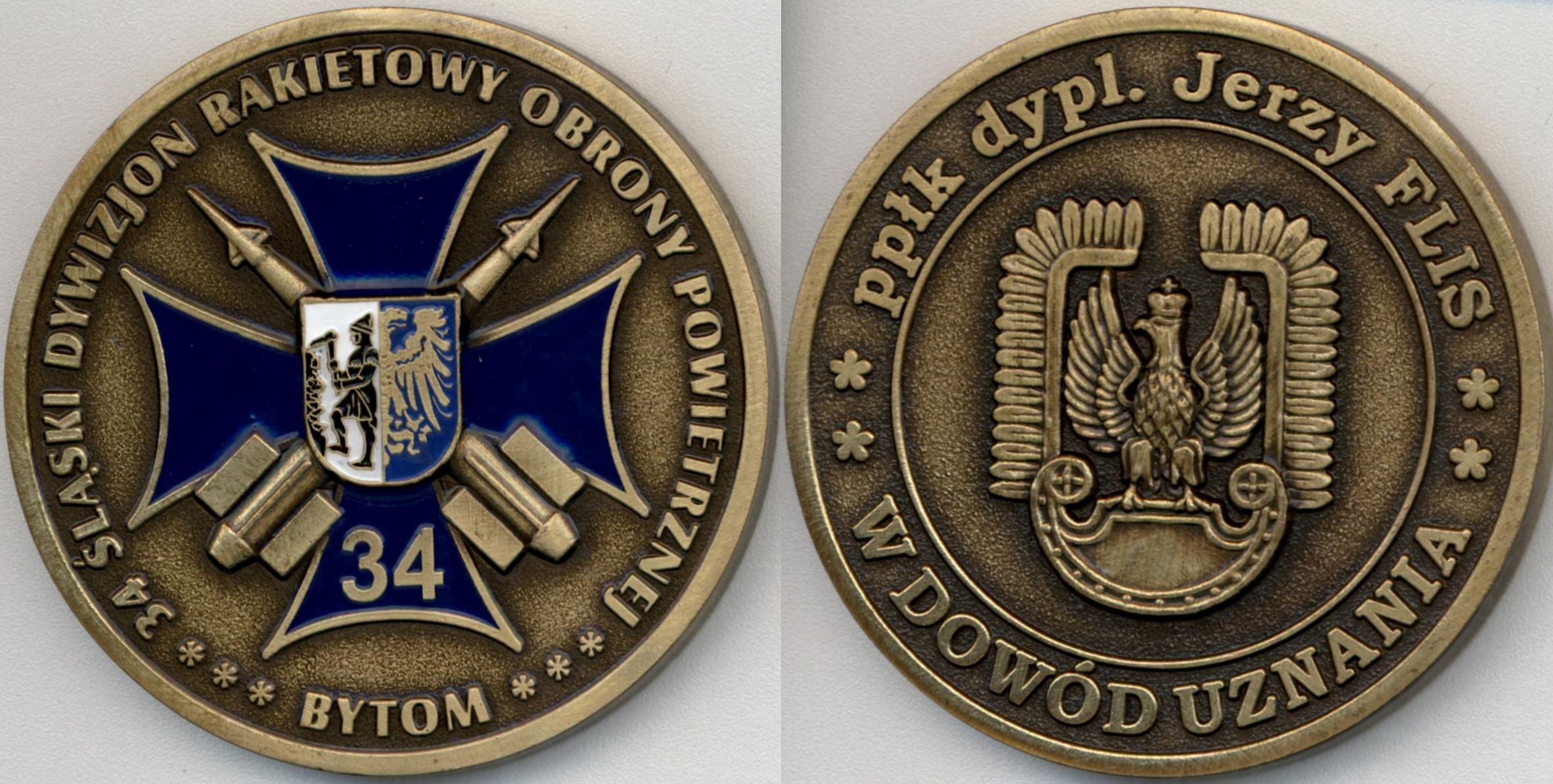
Challenge coin

## Struktura organizacyjna w 34 dr OP
- dowództwo
- sztab
- bateria dowodzenia
- 1 zespół ogniowy
- 2 zespół ogniowy
- 3 zespół ogniowy
- bateria techniczna
- bateria przeciwlotnicza
- bateria szkolna[5]

## Uzbrojenie
- S-125 Newa SC[6]
- PSR-A Pilica

## Dowódcy dywizjonu
- 29 lipca 2011 – 26 października 2015 – ppłk dypl. mgr Jerzy Flis
- 26 października 2015 – 04 sierpnia 2023 – ppłk Grzegorz Gdula
- 04 sierpnia 2023 – obecnie - ppłk dypl. Magdalena Błaszczak

## Podporządkowanie
- 1 Śląska Brygada Rakietowa Obrony Powietrznej (2011 – 29 lipca 2011)
- 3 Warszawska Brygada Rakietowa Obrony Powietrznej (od 29 lipca 2011)